# Santa Maria del Buon Consiglio (församling)
Santa Maria del Buon Consiglio är en församling i Roms stift.
Till församlingen Santa Maria del Buon Consiglio hör följande kyrkobyggnader:
- Santa Maria del Buon Consiglio
- San Filippo Neri all'Acquedotto Felice